# Ryan Harrison
Ryan Harrison (ur. 7 maja 1992 w Shreveport) – amerykański tenisista, zwycięzca French Open 2017 w grze podwójnej, reprezentant w Pucharze Davisa, olimpijczyk z Londynu (2012).

## Kariera tenisowa
Od roku 2007 jest tenisistą zawodowym.
W grze pojedynczej Harrison wygrał 1 turniej rangi ATP Tour, w lutym 2017 w Memphis na podłożu twardym w hali, a także przegrał 3 finały.
Występując w rozgrywkach deblowych Amerykanin jest zwycięzcą 4 turniejów rangi ATP Tour i finalistą 3 zawodów tego cyklu. W czerwcu 2017 został mistrzem French Open, partnerując Michaelowi Venusowi. W finale pokonali 7:6(5), 6:7(4), 6:3 Santiago Gonzáleza i Donalda Younga.
W 2012 roku zagrał na igrzyskach olimpijskich w Londynie w konkurencji gry pojedynczej. Odpadł z rywalizacji w 1. rundzie pokonany przez Santiago Giralda.
W 2012 zadebiutował w reprezentacji Stanów Zjednoczonych w Pucharze Davisa.
Najwyższą pozycją Harrisona wśród singlistów w rankingu ATP jest 40. miejsce (17 lipca 2017), a deblistów 16. pozycja (20 listopada 2017).

### Finały w turniejach ATP Tour
| Legenda                                      |
| -------------------------------------------- |
| Wielki Szlem                                 |
| Igrzyska olimpijskie                         |
| Tennis Masters Cup / ATP Finals              |
| ATP Masters Series / ATP Tour Masters 1000   |
| ATP International Series Gold / ATP Tour 500 |
| ATP International Series / ATP Tour 250      |

#### Gra pojedyncza (1–3)
| Końcowy wynik | Nr | Data            | Turniej  | Nawierzchnia  | Przeciwnik           | Wynik finału   |
| ------------- | -- | --------------- | -------- | ------------- | -------------------- | -------------- |
| Zwycięzca     | 1. | 19 lutego 2017  | Memphis  | Twarda (hala) | Nikoloz Basilaszwili | 6:1, 6:4       |
| Finalista     | 1. | 30 lipca 2017   | Atlanta  | Twarda        | John Isner           | 6:7(6), 6:7(7) |
| Finalista     | 2. | 7 stycznia 2018 | Brisbane | Twarda        | Nick Kyrgios         | 4:6, 2:6       |
| Finalista     | 3. | 29 lipca 2018   | Atlanta  | Twarda        | John Isner           | 7:5, 3:6, 4:6  |

#### Gra podwójna (4–3)
| Końcowy wynik | Nr | Data             | Turniej            | Nawierzchnia  | Partner            | Przeciwnicy                        | Wynik finału         |
| ------------- | -- | ---------------- | ------------------ | ------------- | ------------------ | ---------------------------------- | -------------------- |
| Zwycięzca     | 1. | 10 lipca 2011    | Newport            | Trawiasta     | Matthew Ebden      | Johan Brunström Adil Shamasdin     | 4:6, 6:3, 10–5       |
| Zwycięzca     | 2. | 22 lipca 2012    | Atlanta            | Twarda        | Matthew Ebden      | Xavier Malisse Michael Russell     | 6:3, 3:6, 10–6       |
| Finalista     | 1. | 19 lutego 2017   | Memphis            | Twarda (hala) | Steve Johnson      | Brian Baker Nikola Mektić          | 3:6, 4:6             |
| Zwycięzca     | 3. | 7 maja 2017      | Estoril            | Ceglana       | Michael Venus      | David Marrero Tommy Robredo        | 7:5, 6:2             |
| Zwycięzca     | 4. | 10 czerwca 2017  | French Open, Paryż | Ceglana       | Michael Venus      | Santiago González Donald Young     | 7:6(5), 6:7(4), 6:3  |
| Finalista     | 2. | 29 lipca 2018    | Atlanta            | Twarda        | Rajeev Ram         | Nicholas Monroe John-Patrick Smith | 6:3, 6:7(5), 8–10    |
| Finalista     | 3. | 13 stycznia 2021 | Delray Beach       | Twarda        | Christian Harrison | Ariel Behar Gonzalo Escobar        | 7:6(5), 6:7(4), 4–10 |